# ビスマス系超伝導体

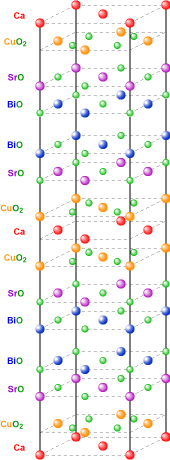
BSCCO-2212の結晶構造

ビスマス系超伝導体（ビスマスけいちょうでんどうたい）とは、ビスマス(Bi2)を含む、高温超伝導体の中で銅酸化物高温超伝導体に分類される90ケルビン(K)以上で超伝導転移を起こす化合物で化学式はBi2Sr2Ca2Cu3O10である。構成する元素の頭文字をとってBSCCO（ビスコ）または、構成元素の物質量比（モル比）からBi2223（ビスマスにににさん）とも呼ばれる。

## 概要
1988年に科学技術庁金属材料技術研究所(現・物質・材料研究機構)の前田弘のグループによって開発された。
他の高温超伝導体と比較して110Kで超伝導になることから多くの用途に適用が期待される。実用化の鍵となる線材化技術が開発され、今後、多種多様な用途への適用が期待される。
ビスマス系超伝導体超伝導電磁石を使用した磁気浮上式鉄道の走行実験が2005年11月に実施され、成功した。